# Grande distretto congressuale del Guam
Il Guam in qualità di territorio non incorporato può eleggere un rappresentante non votante alla camera dei rappresentanti. Attualmente è il democratico Michael San Nicolas

## Elenco

### Distretto congressualeat-large
| N.                                             | Foto                                     | Rappresentante                           | Partito                                  | Carica                                   | Carica                                   | Congresso | Mandato                                                   | Storia elettorale |
| N.                                             | Foto                                     | Rappresentante                           | Partito                                  | Inizio                                   | Termine                                  | Congresso | Mandato                                                   | Storia elettorale |
| ---------------------------------------------- | ---------------------------------------- | ---------------------------------------- | ---------------------------------------- | ---------------------------------------- | ---------------------------------------- | --------- | --------------------------------------------------------- | ----------------- |
| Il Distretto venne creato dal 12 febbraio 1970 |                                          |                                          |                                          |                                          |                                          |           |                                                           |                   |
| Vacante                                        | Vacante                                  | Vacante                                  | Vacante                                  | 12 febbraio 1970                         | 3 gennaio 1973                           | 91        |                                                           |                   |
| Vacante                                        | Vacante                                  | Vacante                                  | Vacante                                  | 12 febbraio 1970                         | 3 gennaio 1973                           | 92        |                                                           |                   |
| 1                                              |                                          | Antonio B. Won Pat                       | Democratico                              | 3 gennaio 1973                           | 3 gennaio 1985                           | 93        | 1                                                         | Eletto nel 1972   |
| 1                                              | 94                                       | Antonio B. Won Pat                       | Democratico                              | 3 gennaio 1973                           | 3 gennaio 1985                           | 2         | Rieletto nel 1974                                         |                   |
| 1                                              | 95                                       | Antonio B. Won Pat                       | Democratico                              | 3 gennaio 1973                           | 3 gennaio 1985                           | 3         | Rieletto nel 1976                                         |                   |
| 1                                              | 96                                       | Antonio B. Won Pat                       | Democratico                              | 3 gennaio 1973                           | 3 gennaio 1985                           | 4         | Rieletto nel 1978                                         |                   |
| 1                                              | 97                                       | Antonio B. Won Pat                       | Democratico                              | 3 gennaio 1973                           | 3 gennaio 1985                           | 5         | Rieletto nel 1980                                         |                   |
| 1                                              | 98                                       | Antonio B. Won Pat                       | Democratico                              | 3 gennaio 1973                           | 3 gennaio 1985                           | 6         | Rieletto nel 1982                                         |                   |
| 2                                              |                                          | Vicente T. Blaz                          | Repubblicano                             | 3 gennaio 1985                           | 3 gennaio 1993                           | 99        | 1                                                         | Eletto nel 1984   |
| 2                                              | 100                                      | Vicente T. Blaz                          | Repubblicano                             | 3 gennaio 1985                           | 3 gennaio 1993                           | 2         | Rieletto nel 1986                                         |                   |
| 2                                              | 101                                      | Vicente T. Blaz                          | Repubblicano                             | 3 gennaio 1985                           | 3 gennaio 1993                           | 3         | Rieletto nel 1988                                         |                   |
| 2                                              | 102                                      | Vicente T. Blaz                          | Repubblicano                             | 3 gennaio 1985                           | 3 gennaio 1993                           | 4         | Rieletto nel 1990 Ha perso al rielezione                  |                   |
| 3                                              |                                          | Robert A. Underwood                      | Democratico                              | 3 gennaio 1993                           | 3 gennaio 2003                           | 103       | 1                                                         | Eletto nel 1992   |
| 3                                              | 104                                      | Robert A. Underwood                      | Democratico                              | 3 gennaio 1993                           | 3 gennaio 2003                           | 2         | Rieletto nel 1994                                         |                   |
| 3                                              | 105                                      | Robert A. Underwood                      | Democratico                              | 3 gennaio 1993                           | 3 gennaio 2003                           | 3         | Rieletto nel 1996                                         |                   |
| 3                                              | 106                                      | Robert A. Underwood                      | Democratico                              | 3 gennaio 1993                           | 3 gennaio 2003                           | 4         | Rieletto nel 1998                                         |                   |
| 3                                              | 107                                      | Robert A. Underwood                      | Democratico                              | 3 gennaio 1993                           | 3 gennaio 2003                           | 5         | Rieletto nel 2000 Ritiratosi per correre come Governatore |                   |
| 4                                              |                                          | Madeleine Z. Bordallo                    | Democratico                              | 3 gennaio 2003                           | 3 gennaio 2019                           | 108       | 1                                                         | Eletta nel 2002   |
| 4                                              | 109                                      | Madeleine Z. Bordallo                    | Democratico                              | 3 gennaio 2003                           | 3 gennaio 2019                           | 2         | Rieletta nel 2004                                         |                   |
| 4                                              | 110                                      | Madeleine Z. Bordallo                    | Democratico                              | 3 gennaio 2003                           | 3 gennaio 2019                           | 3         | Rieletta nel 2006                                         |                   |
| 4                                              | 111                                      | Madeleine Z. Bordallo                    | Democratico                              | 3 gennaio 2003                           | 3 gennaio 2019                           | 4         | Rieletta nel 2008                                         |                   |
| 4                                              | 112                                      | Madeleine Z. Bordallo                    | Democratico                              | 3 gennaio 2003                           | 3 gennaio 2019                           | 5         | Rieletta nel 2010                                         |                   |
| 4                                              | 113                                      | Madeleine Z. Bordallo                    | Democratico                              | 3 gennaio 2003                           | 3 gennaio 2019                           | 6         | Rieletta nel 2012                                         |                   |
| 4                                              | 114                                      | Madeleine Z. Bordallo                    | Democratico                              | 3 gennaio 2003                           | 3 gennaio 2019                           | 7         | Rieletta nel 2014                                         |                   |
| 4                                              | 115                                      | Madeleine Z. Bordallo                    | Democratico                              | 3 gennaio 2003                           | 3 gennaio 2019                           | 8         | Rieletto nel 2016 Ha perso la rinomina                    |                   |
| 5                                              |                                          | Michael San Nicolas                      | Democratico                              | 3 gennaio 2019                           | In carica                                | 116       | 1                                                         | Eletto nel 2018   |
| 5                                              | 117                                      | Michael San Nicolas                      | Democratico                              | 3 gennaio 2019                           | In carica                                | 2         | Rieletto nel 2020                                         |                   |
| Da determinarsi con le elezioni del 2022       | Da determinarsi con le elezioni del 2022 | Da determinarsi con le elezioni del 2022 | Da determinarsi con le elezioni del 2022 | Da determinarsi con le elezioni del 2022 | Da determinarsi con le elezioni del 2022 | 118       |                                                           |                   |
| Da determinarsi con le elezioni del 2024       | Da determinarsi con le elezioni del 2024 | Da determinarsi con le elezioni del 2024 | Da determinarsi con le elezioni del 2024 | Da determinarsi con le elezioni del 2024 | Da determinarsi con le elezioni del 2024 | 119       |                                                           |                   |